# Щербатов, Константин Нефедьевич
Князь Константин Нефедьевич Щербатов (? — после 1677) — стряпчий, стольник и воевода.

## Биография
Представитель княжеского рода Щербатовых. Четвертый сын патриаршего и царского стольника, князя Нефеда Ивановича Щербатова (ум. п. 1629). Братья — князья Алексей, Матвей, Афанасий и Дмитрий.
В 1656 году князь К. Н. Щербатов участвовал в походе русской армии под предводительством царя Алексея Михайловича на Ригу. В 1659 и 1660 годах он принимал участие в двух походах русского войска под командованием боярина князя Алексея Никитича Трубецкого на Украину.
В 1662 году князь Константин Щербатов был пожалован в стряпчие, а 28 апреля 1671 года он получил чин стольника. В 1676-1677 годах — воевода в Сургуте.
Скончался, оставив после себя двух сыновей:
- Юрий Константинович Щербатов (ум. после 1689), стольник (1683)
- Пётр Константинович Щербатов (ум. после 1708), стольник (1687)